# Pegia sarmentosa
Pegia sarmentosa là một loài thực vật có hoa trong họ Đào lộn hột. Loài này được (Lecomte) Hand.-Mazz. mô tả khoa học đầu tiên năm 1933.